# Urheilupuisto metróállomás
Urheilupuisto metróállomás vasútállomás Finnországban, Helsinki településen található.

## Vasútvonalak
Az állomást az alábbi vasútvonalak érintik:
- M1

## Kapcsolódó állomások
A vasútállomáshoz az alábbi állomások vannak a legközelebb:
- Niittykumpu metróállomás (Kivenlahti metro station, M1)
- Tapiola metróállomás (Vuosaari metro station, M1)